# Tiếng Hopi
Tiếng Hopi (Hopílavayi) là một ngôn ngữ Ute-Aztec được nói bởi người Hopi tại miền đông bắc Arizona, Hoa Kỳ. Nhiều người Hopi hiện nay chỉ đơn ngữ tiếng Anh.
Việc sử dụng tiếng Hopi đang lụi tàn. Năm 1990, ước tính rằng có hơn 5.000 người bản ngữ tiếng Hopi (ước tính 75% tổng số người Hopi), trong đó 40% là người đơn ngữ. Một khảo sát 1998 trên 200 người Hopi cho thấy rằng 100% người cao tuổi (trên 60 tuổi) nói thành thạo, nhưng ở trung niên (40-59 tuổi) còn 84%, 50% ở thanh niên (20-39 tuổi), và 5% ở thiếu niên (2-19).
Mặc cho sự sụt giảm này, cả tiếng Hopi và tiếng Navajo (hai ngôn ngữ tại Arizona) đều được hỗ trợ bởi hệ thống trường học song ngữ, và vẫn là tiếng mẹ đẻ của một bộ phận trẻ em.

## Giảng dạy và nỗ lực phục hồi
Nhiều trẻ em Hopi vẫn học ngôn ngữ này từ gia đình. Một từ điển Hopi-Anh đã được biên soạn. Hopi Literacy Project, một dự án ngôn ngữ, tập trung vào việc phổ biến ngôn ngữ này.
Năm 2004, Mesa Media, một tổ chức phi lợi nhuận, được lập ra nhằm phục hồi nó.

## Phương ngữ
Benjamin Whorf xác định bốn phương ngữ tiếng Hopi:
- First Mesa (Polacca)
- Mishongnovi (Toreva)
- Shipaulovi (Sipaulovi)
- Third Mesa (Oraibi)

## Quan hệ với các ngôn ngữ lân cận
Tiếng Hopi là một phần của khu vực ngôn ngữ Pueblo (một Sprachbund) cùng với các ngôn ngữ Tano, các ngôn ngữ Keres, tiếng Zuni, và tiếng Navajo.
Người Hopi về truyền thống từng dùng tiếng Hopi như ngôn ngữ giao tiếp với người Zuni. Tiếng Hopi cũng chịu tác động qua lại với ngôn ngữ Tano trong hơn 300 năm kể từ khi người Tewa Arizona, dân tộc nói tiếng Tewa, chuyển từ lưu vực Galisteo đến First Mesa sau cuộc khởi nghĩa Pueblo. Người Tewa Arizona từng đóng vai trò như phiên dịch viên giúp người Hopi—nói được cả tiếng Tewa, Hopi, Navajo, Tây Ban Nha, và Anh.

## Ngữ âm

### Nguyên âm
Về cơ bản, tiếng Hopi có sáu nguyên âm.
|                | Trước    | Trước          | Phi trước | Phi trước |
| không làm tròn | làm tròn | không làm tròn | làm tròn  |           |
| -------------- | -------- | -------------- | --------- | --------- |
| Đóng           | i [i]    |                | u [ɨ]     |           |
| Nửa đóng       |          | ö [ø]          |           | o [o]     |
| Mở             | e [ɛ]    |                | a [a]     |           |
Ký tự ⟨ö⟩ trong tiếng Hopi được phát âm như nguyên âm [ɛ] được làm tròn.
Ký tự ⟨u⟩ được phát âm giống với ư trong tiếng Việt.

### Phụ âm
Các phương ngữ tiếng Hopi khác nhau về số phụ âm. Phía dưới là hai bảng phụ âm hai phương ngữ Third Mesa và Mishongnovi. Ký tự trong dấu "[]" là kí tự IPA, cho biết giá trị của chữ viết khi nó được viết khác với IPA.
|             |           | Môi   | Chân răng | Chân răng | Sau chân răng | Vòm   | Ngạc mềm  | Ngạc mềm | Ngạc mềm | Ngạc mềm | Thanh hầu |
| "đẩy trước" | giữa      | giữa  | Chân răng | Chân răng | Sau chân răng | Vòm   | "kéo sau" |          |          |          | Thanh hầu |
| "đẩy trước" | thường    | Môi   | Chân răng | Chân răng | Sau chân răng | Vòm   | "kéo sau" | môi hóa  |          |          | Thanh hầu |
| ----------- | --------- | ----- | --------- | --------- | ------------- | ----- | --------- | -------- | -------- | -------- | --------- |
| Mũi         | Mũi       | m     | n         | n         |               |       | ngy [ɲ]   | ng [ŋ]   | ngw [ŋʷ] |          |           |
| Tắc         | Tắc       | p     | t         | ts        |               |       | ky [cj]   | k        | kw [kʷ]  | q [ḵ]    | ’ [ʔ]     |
| Xát         | vô thanh  |       | s         | s         |               |       |           |          |          |          | h         |
| Xát         | hữu thanh | v [β] |           |           | r [ʐ]         |       |           |          |          |          |           |
| Tiếp cận    | Tiếp cận  |       | l         | l         |               | y [j] |           |          | w        |          |           |

|             |               | Môi  | Chân răng | Chân răng | Chân răng sau | Vòm | Ngạc mềm  | Ngạc mềm | Ngạc mềm | Ngạc mềm | Thanh hầu |
| "đẩy trước" | giữa          | giữa | Chân răng | Chân răng | Chân răng sau | Vòm | "kéo sau" |          |          |          | Thanh hầu |
| "đẩy trước" | thường        | Môi  | Chân răng | Chân răng | Chân răng sau | Vòm | "kéo sau" | môi hóa  |          |          | Thanh hầu |
| ----------- | ------------- | ---- | --------- | --------- | ------------- | --- | --------- | -------- | -------- | -------- | --------- |
| Mũi         | vô thanh      | m̥    | n̥         | n̥         |               |     |           |          |          | ŋ̱̊        |           |
| Mũi         | hữu thanh     | m    | n         | n         |               |     | ɲ         |          | ŋʷ       | ŋ̱        |           |
| Tắc         | plain         | p    | t         | ts        |               |     | kʲ [cʲ]   | k        | kʷ       | q [k̠]    | ʔ         |
| Tắc         | Bật hơi trước | ʰp   | ʰt        | ʰts       |               |     |           | ʰk       | ʰkʷ      | ʰq [ʰk̠]  |           |
| Xát         | vô thanh      |      | s         | s         |               |     |           |          |          |          | h         |
| Xát         | hữu thanh     | v    |           |           | r             |     |           |          |          |          |           |
| Tiếp cận    | vô thanh      |      | l̥         | l̥         |               | ȷ̊   |           |          | w̥        |          |           |
| Tiếp cận    | hữu thanh     |      | l         | l         |               | j   |           |          | w        |          |           |